# Juan Carlos Benítez
Juan Carlos Benítez (Presidencia Roque Sáenz Peña, 1945) es un político, sociólogo y economista argentino que prestó servicios al sector público de las provincias del Chaco y Formosa, al Estado Nacional y al PNUD.

## Biografía
Nieto de inmigrantes, sus bisabuelos maternos franceses y piamonteses llegaron al país alrededor del año 1880 y se radicaron en la zona de “La Francia” en la provincia de Córdoba, hasta que después de la crisis del ’30 se trasladaron a Saenz Peña. Sus abuelos paternos en el 1911 llegaron de Málaga (España) para establecerse directamente en la provincia del Chaco. 
Juan Carlos Benitez nació el 21 de mayo de 1945 en Presidencia Roque Sáenz Peña (Provincia del Chaco), donde realizó sus estudios primarios y secundarios. Ya en Resistencia, en su juventud, fue un dirigente universitario peronista que en su oportunidad integró el Comando Tecnológico Peronista junto a Julián Licastro, José Luis Fernandez Valoni y Carlos Grosso.

## Trayectoria política y profesional
Juan Carlos Benitez en el año 1973, con 28 años, fue ministro de Economía y Obras Públicas de la provincia del Chaco, durante el gobierno de Deolindo Felipe Bittel, en tal carácter fue presidente del Consejo Interprovincial de Ministros de Obras Públicas (CIMOP). Entre los logros de su gestión se destacan: la creación de la empresa provincial de energía SECHEEP, la Ley del Fondo Unificado de Cuentas Oficiales y la primera Ley de Coparticipación para Municipios.
En el año 1975 fue designado secretario de Estado de Comercio, por el ministro de Economía de la Nación Dr. Pedro José Bonanni, donde trató de calmar la situación social y económica inmediatamente después del Rodrigazo.
Desde el año 1976 se desempeña en el sector privado como consultor de empresas y empresario.
Durante el Gobierno del Dr. Florencio Tenev en la provincia del Chaco, fue ministro de Agricultura y Ganadería desde 1985 a 1987. En este período, entre otras cosas, fue coautor del Código de Aguas de la Provincia y consiguió la cooperación técnica de la FAO para el desarrollo económico y social.
Entre los años 1987 y 1990 trabajó como consultor de FAO -Organización de las Naciones Unidas para la Alimentación y la Agricultura- y PNUD -Programa de las Naciones Unidas para el Desarrollo-, contratado como director nacional de Proyecto.
En el primer mandato al Dr. Gildo Insfrán, gobernador de la provincia de Formosa, fue secretario de Estado (Ministro) de Planeamiento, realizando el CENSO del personal dependiente de la administración pública provincial, consiguió la autonomía informática provincial y la primera conexión de fibra óptica de todos los organismos del Estado, etc. 
Desde el 29 de septiembre de 2008 hasta la actualidad, es presidente de Aguas de Formosa S.A..

## Trayectoria Académica
Juan Carlos Benitez es Doctor en Sociología por la Universidad de Belgrano. Su tesis doctoral ha sido editada por la UB, ”El concepto de Poder en Alain Touraine”, publicada con Prólogo de Alain Touraine. Es también Contador Público Nacional egresado de la FCE de la UNNE. Estudió economía en la Universidad Católica de Lovaina (Bélgica) así como también en el Doctorado en Economía de la UBA y del instituto universitario ESEADE. Ha asistido a numerosos cursos de posgrado en la UBA, UNNE, UCA, UADE, ESEADE, etc.
Ha desarrollado actividad de gestión universitaria desde 1967, entre ellas ejerció como Secretario Académico de la FCE de la UNNE (1971-1973); como Decano Organizador (Fundador) de la Facultad de Administración, Economía y Negocios de la Universidad Nacional de Formosa (1995-1997); y, como Director de Carrera de la Licenciatura en Economía de la Universidad de Belgrano, entre los años 1999 y 2002.
Fue profesor Universitario durante más de cuarenta años, destacándose en su trayectoria su paso por la UNNE -Universidad Nacional del Nordeste-, UBA -Universidad Nacional de Buenos Aires- y la UB -Universidad de Belgrano-. Entre otros fue profesor titular, por Concurso Nacional de Oposición, de Sociología Económica, Economía Monetaria y Microeconomía en la FCE de la UNNE; Profesor Regular de Sociología y Sociología de la Organización, en la FCE de la UBA; Profesor titular de Principios de Economía, Economía Industrial, Política Económica y Finanzas Públicas en la FCE de la UB.
En 1987 fue profesor Invitado para el Primer Curso Internacional de Desarrollo y Gestión de Cuencas Hidrográficas, en el Centro de Estudios Monte Bondone, Trento (Cátedra de Hidrología Forestal de la Universidad de Padova, Italia), donde dictó un Seminario de Postgrado. En el año académico 1994-1995 fue profesor Invitado de la Université de París - Dauphine - París XI, donde dictó Seminarios para la Maestría en Economía.
Ha realizado, participado y dirigido numerosos trabajos de investigación, informes y proyectos en las áreas de las Ciencias Económicas y la Sociología, ha integrado numerosos Jurados durante su carrera académica (de Tesis y para la designación de Profesores), ha participado en numerosos Congresos, Reuniones y Simposios Nacionales e Internacionales en carácter de miembro, delegado, organizador, etc., así como también ha dictado numerosas conferencias en distintos países.